# Politique étrangère des Tuvalu
La politique étrangère des Tuvalu est restreinte, et les Tuvalu entretiennent peu de relations diplomatiques importantes. Leur principal allié est Taïwan. Le pays axe sa politique étrangère sur sa participation aux Nations unies. L'an 2000 marque la percée des Tuvalu sur la scène internationale, grâce à son entrée aux Nations unies. Cette même année, les Tuvalu deviennent membre à part entière du Commonwealth.

## Ambassades
Les Tuvalu ont deux ambassades : un haut-commissariat à Suva (Fidji), et une mission permanente auprès des Nations unies à New York. Ceci reflète le choix du pays de concentrer ses relations diplomatiques sur sa région géographique d'une part, et sur ses efforts au sein de l'ONU d'autre part. Les Tuvalu ont également un consulat honoraire à Londres.
La seule ambassade étrangère aux Tuvalu est celle de la République de Chine (Taïwan).

## Relations bilatérales particulières

### Royaume-Uni
L'accession des Tuvalu à l'indépendance en 1978 se fit sans désaccord majeur avec les autorités coloniales britanniques. Toutefois, les relations entre Londres et Funafuti n'ont pas toujours été cordiales par la suite. Le premier ministre Ionatana Ionatana, notamment, accuse les Britanniques de ne pas fournir une aide suffisamment importante à leur ancienne colonie, et de vouloir « punir » les Tuvalu pour avoir réclamé un état indépendant, distinct des Kiribati voisines, lors de la décolonisation. En 1995, le premier ministre Kamuta Latasi fait retirer l’Union Jack britannique du drapeau des Tuvalu afin de marquer la rupture entre les Tuvalu et le Royaume-Uni. Le Parlement envisage de couper les liens également entre le petit pays océanien et la monarchie britannique, et d'instaurer une république. Toutefois, ce projet républicain n'aboutit pas, l'ancien drapeau est restauré en 1997, et Élisabeth II, Reine des Tuvalu, conserve son poste. En septembre 2022, à la suite du décès de la reine, Charles III devient le nouveau monarque des Tuvalu,.

### Îles Salomon
Les Tavulu ont participé à la force de police internationale déployée aux îles Salomon depuis décembre 2004 dans le cadre de la mission d'assistance régionale aux îles Salomon.

### Taïwan

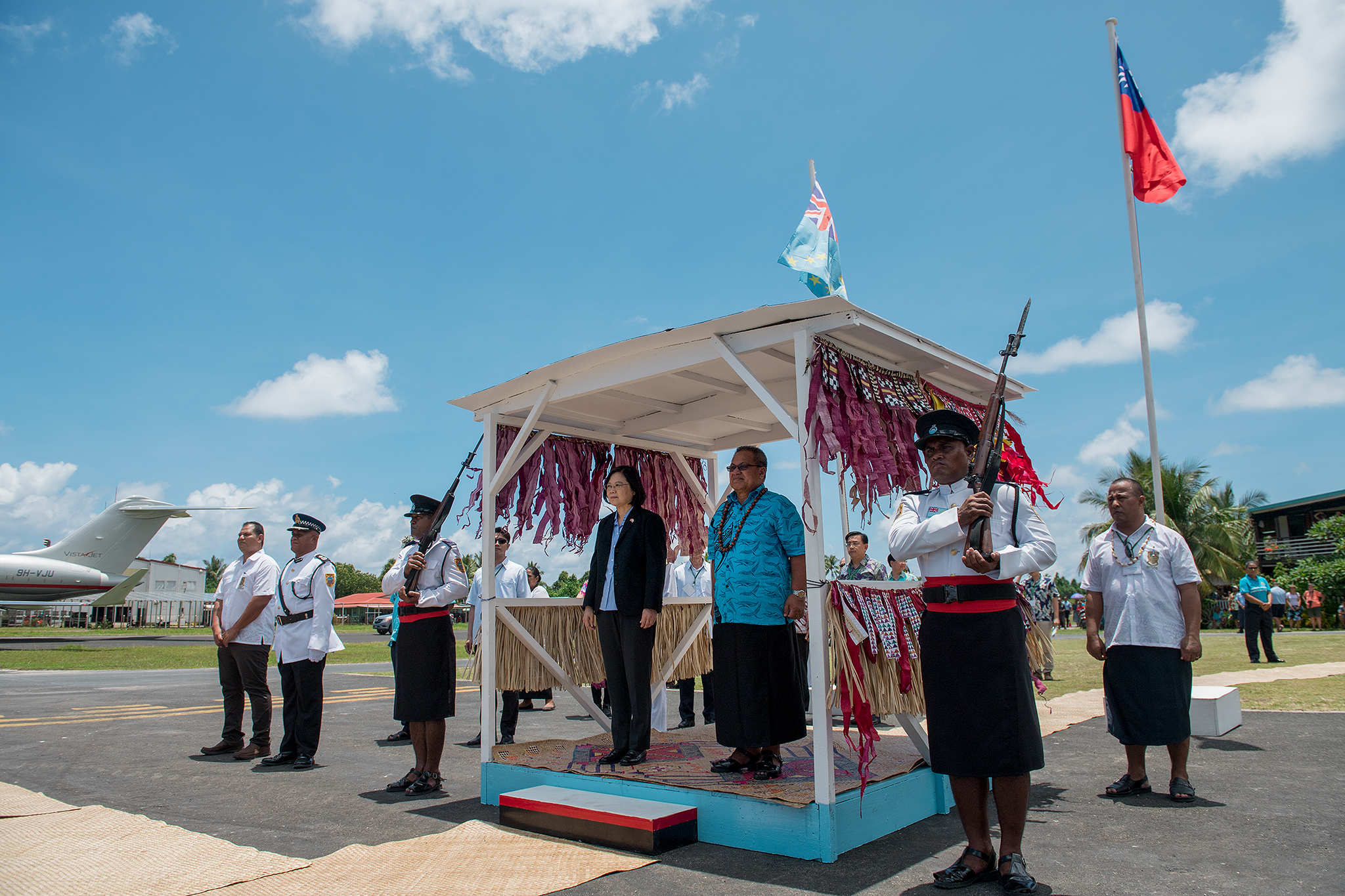
La présidente de Taiwan Tsai Ing-Wen en visite officielle à Tuvau, avec le gouverneur général Iakoba Taeia Italeli, sur le tarmac de l'aéroport international de Funafuti, le 1-11-2017.

Les petits États du Pacifique constituent un terrain de compétition diplomatique pour Pékin et Taipei ; Taïwan y maintient plusieurs alliés, dont les Tuvalu, qui lui apportent un soutien diplomatique sur la scène internationale en échange d'une aide économique taïwanaise. Ainsi, par exemple, les Tuvalu appuient la demande de Taïwan de rejoindre les Nations unies, et Taïwan fournit des médecins aux Tuvalu.
En octobre 2006, les autorités taïwanaises affirment que le gouvernement chinois cherche à brouiller les relations entre Taipei et Funafuti. Taïwan réagit en resserrant ses liens diplomatiques avec les Tuvalu. Taïwan est à ce jour le seul pays à maintenir une présence diplomatique permanente aux Tuvalu.

## Politique étrangère et changement climatique

### 2002: le gouvernement Talake contre les États-Unis et l'Australie
En août 2002, le premier ministre Koloa Talake est l'un des premiers dirigeants tuvaluans à tirer la sonnette d'alarme auprès de la communauté internationale.

« Nous avons demandé aux pays industrialisés de prendre des mesures destinées à lutter contre le réchauffement de la planète. Les États-Unis et l'Australie n'ont même pas voulu ratifier le protocole de Kyoto. Ces nations prospèrent, leurs multinationales sont rivées à leurs intérêts. Nous, nous en payons les frais. [...] Il reste peut-être à peine trente ans avant que Tuvalu ne soit submergé. »

Il décide alors de traîner les gouvernements américain et australien devant la Cour internationale de justice en raison de leur refus de ratifier le protocole de Kyōto. Vaincu aux élections législatives peu après, Talake ne mettra jamais cette menace à exécution. Il aura néanmoins attiré l'attention des médias étrangers. Ses successeurs optent pour la voie diplomatique plutôt que pour le recours aux tribunaux.

### Nations Unies
Les Tuvalu font leur entrée aux Nations unies avec pour objectif principal d'attirer l'attention de la communauté internationale sur les conséquences désastreuses du changement climatique pour ce minuscule pays insulaire de 12 000 habitants. Afelee Pita, ambassadeur tuvaluan auprès des Nations unies, affirme en 2007 :

« Le changement climatique nous menace de nombreuses manières. Le réchauffement de l'océan modifie la nature même de notre nation insulaire. Nos récifs de corail meurent lentement [...]. Nous devons faire face à la menace croissante que posent des cyclones plus dangereux que jamais. Le plus haut sommet dans notre pays n'est qu'à quatre mètres au-dessus du niveau de la mer; la menace que posent des cyclones plus fréquents est donc extrêmement troublante. »

Cette même année, le consul tuvaluan au Royaume-Uni, Iftikhar Ayaz, lance un signal d'alarme :

« Il faut agir maintenant. Tuvalu pourrait être sous l'eau d'ici à 2040 ou 2050. Si personne ne fait rien, nos îles seront détruites. Il ne s'agit pas ici de science-fiction ou d'hypothèses... Nous sommes en train de vivre cette situation. [...] On a assez parlé. Les gens continuent à discuter pour savoir ce qu'il faut faire au sujet des émissions [de gaz à effet de serre], et en conséquence aucune décision fondamentale n'est prise pour les réduire. [...] Nous ne voulons pas quitter le pays que nos ancêtres ont habité depuis près de 2000 ans. Pourquoi le monde devrait-il créer une situation telle que nous serions obligés de partir? »

En septembre 2007, le vice-premier ministre tuvaluan Tavau Teii s'adresse à la communauté internationale lors d'une visite à Séoul : « Tous les pays doivent faire un effort et réduire leurs émissions [de gaz à effet de serre], avant qu'il ne soit trop tard pour un pays comme Tuvalu ».
Le 1er octobre, Teii s'adresse à l'Assemblée générale des Nations unies :

« Nous devons établir rapidement un accord au sujet du changement climatique, et cet accord devra établir des règles obligatoires. Ceci ne devrait pas affaiblir le Protocole de Kyoto, mais au contraire s'appuyer sur ses fondements. Les pays qui ont refusé d'adhérer au Protocole de Kyoto doivent maintenant participer à un effort planétaire et s'engager à réduire leurs émissions en accord avec un calendrier contraignant. »

### 2023: accord avec l'Australie
Le 10 novembre 2023, le Premier ministre tuvaluan Kausea Natano signe avec le Premier ministre australien Anthony Albanese le traité de l'Union falepili. Par celui-ci, en réponse au réchauffement climatique, l'Australie permet à tout citoyen tuvaluan d'émigrer en Australie et d'y bénéficier pleinement de droits sociaux, avec un quota de 280 migrants par an. L'Australie s'engage à aider les Tuvalu à s'adapter au réchauffement climatique, notamment en construisant de nouvelles terres suffisamment au-dessus du niveau de la mer à Funafuti. Enfin, l'Australie se rend garante de la sécurité intérieure et de la défense des Tuvalu, les Tuvalu s'engageant en retour à ne signer aucun accord de sécurité et de défense avec un pays tiers sans l'accord de l'Australie.